# Allium callidyction
Allium callidyction är en amaryllisväxtart som beskrevs av Carl Anton von Meyer och Carl Sigismund Kunth. Allium callidyction ingår i släktet lökar, och familjen amaryllisväxter. Inga underarter finns listade i Catalogue of Life.